# Mariela Scarone
Mariela Scarone (ur. 4 października 1986) – argentyńska hokeistka na trawie. Srebrna medalistka olimpijska z Londynu.
W reprezentacji Argentyny debiutowała w 2009. Zawody w 2012 były jej pierwszymi igrzyskami olimpijskimi. Z kadrą brała udział m.in. w mistrzostwach świata w 2010 (tytuł mistrzowski) oraz kilku turniejach Champions Trophy (zwycięstwa w 2009, 2010 i 2012). Występuje w obronie.